# 加利梅
加利梅（羅馬化：Galimyy）是俄罗斯马加丹州已废弃的市级镇，属奥姆苏克昌区，地处马加丹州中东部，在区行政中心奥姆苏克昌东南、州府马加丹东北方。附近有小河流经过。
镇名可能来自埃文语，意为“燃烧木材的地方”。1954年设市级镇，现已无人居住。该地2021年人口有0人；2010年人口5；2002年人口188；1989年人口1,239。